# Охотники на лосей (мультфильм, 1937)
«Охотники на лосей» — американский короткометражный мультфильм о Микки Маусе 1937 года, созданный Walt Disney Productions и выпущенный United Artists. Это 93-й короткометражный фильм в серии фильмов о Микки Маусе и четвёртый за тот год.
Этот мультфильм был выпущен в том же году, что и «Белоснежка и семь гномов» (1937).

## Описание
Микки Маус, Дональд Дак и Гуфи отправляются в лес, чтобы поохотиться на лося. А чтобы приманить его, Дональд и Гуфи переодеваются в костюм лосихи. Но когда появляется настоящий лось, их идеальный план даёт трещину.

## Роли озвучивали
- Микки Маус: Уолт Дисней
- Дональд Дак: Кларенс Нэш
- Гуфи: Пинто Колвиг[3]

## Медиа
«Охотники на лосей» послужил основой, а также названием для третьего этапа видеоигры Mickey Mania, выпущенной для Super NES, Genesis, Sega CD и PlayStation (на последней — под названием Mickey’s Wild Adventure).